# Toszowice
Toszowice – wieś w Polsce położona w województwie dolnośląskim, w powiecie lubińskim, w gminie Rudna.

## Podział administracyjny
W latach 1975–1998 miejscowość administracyjnie należała do województwa legnickiego.  

## Zabytki
Do wojewódzkiego rejestru zabytków wpisane są:
- zespół dworski, z początków XX w.
  - dwór w Toszowicach
  - oficyna
  - wozownia
  - park